# Alive (Meshuggah)
Alive è il primo album dal vivo del gruppo musicale svedese Meshuggah, pubblicato il 5 febbraio 2010 dalla Nuclear Blast.

## Descrizione
L'album contiene un CD con 12 tracce e un DVD video con le stesse tracce in ordine differente, intervallate da scene inedite e interviste ai membri del gruppo e una sezione "bonus" con ulteriori interviste e scene dal backstage. Le tracce sono state registrate e filmate in diverse date durante l'ObZen Tour 2009 in Giappone, Canada e Stati Uniti d'America. L'album e le riprese video sono stati prodotti e diretti da Ian McFarland.

## Tracce
CD
1. Perpetual Black Second
2. Electric Red
3. Rational Gaze
4. Pravus
5. Lethargica
6. Combustion
7. Straws Pulled at Random
8. New Millennium Cyanide Christ
9. Stengah
10. The Mouth Licking What You've Bled
11. Humiliative
12. Bleed

DVD
1. Begin
2. Perpetual Black Second
3. Twenty Two Hours
4. Pravus
5. Dissemination
6. Bleed
7. Ritual
8. New Millennium Cyanide Christ
9. Cleanse
10. Stengah
11. The Mouth Licking What You've Bled
12. Machine
13. Electric Red
14. Solidarius
15. Rational Gaze
16. Moment
17. Lethargica
18. Communicate
19. Combustion
20. Humiliative
21. Infinitum
22. Straws Pulled at Random
23. End

- Bonus

1. Bleed (Music Video)
2. The Making of Bleed
3. Micha Guitar Tour
4. Tomas Drum Tour

## Formazione
- Jens Kidman – voce
- Fredrik Thordendal – chitarra
- Mårten Hagström – chitarra
- Dick Lövgren – basso
- Tomas Haake – batteria